# 복마전
복마전(伏魔殿)은 중국의 사대기서 중 하나인 《수호전》에 등장하는 전각이다. '마귀가 숨어드는 전당'이라는 뜻과 음모나 나쁜 짓 등이 끊임없이 꾸며지는 장소를 가리킨다. 영국의 서사시인 《실낙원》에 등장하는 도시 팬더모니엄의 번역어이기도 하다.

## 수호전

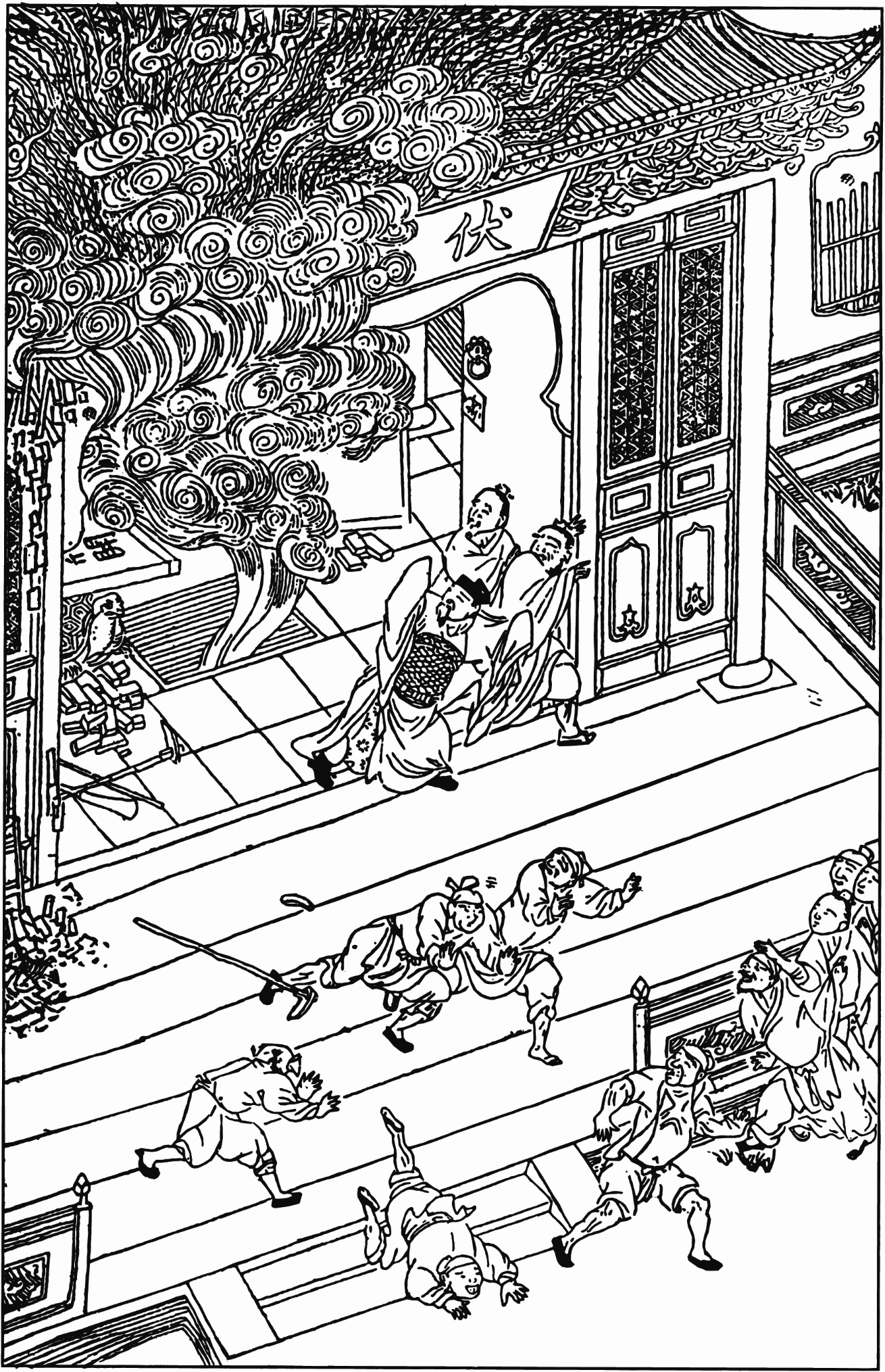
《수호전》의 복마전 삽화

중국의 사대기서인 《수호전》에 등장하는 마왕이 봉인된 건물.
도교 천사도(天師道)의 본산인 용호산(龍虎山)에 태을전(太乙殿), 삼관전(三官殿), 구사전(驅邪殿), 구천전(九天殿), 자미전(紫微殿), 북극전(北極殿) 등과 함께 건립되어 있었다. 당나라 때 도사 동현국사(洞玄國師)가 용호산 지하에 마왕을 봉하고 그곳에 복마전이 세워졌다. 주위가 붉은 흙담으로 둘러싸여 있었고, 처마 끝에는 금색 글씨로 '복마지전(伏魔之殿)'이라고 적힌 간판이 걸려 있었다. 정면의 문에는 부적이 여러 장 붙어 있었고, 구리로 굳힌 자물쇠가 달려 있었다. 전각 안에는 앞면에 고대의 상형문자가 새겨진 높이 2m 정도의 비석이 있고, 뒷면에는 보통 글씨로 '우홍이개(遇洪而開)'라고 적혀 있었다. 비석의 땅속 약 1m에는 사방 3m의 거대한 외딴 바위가 있고, 그 아래는 바닥이 없는 깊은 구멍으로 되어 있다. 이 구멍 속에 마왕이 봉해져 있었다. 대대로 천사(天師)에 의해 결코 열어서는 안 될 장소로 엄중히 지켜지고 있었지만, 북송 시대에 용호산을 방문한 태위(太尉) 홍신(洪信)에 의해 봉인이 파헤쳐지고 마왕이 세상에 풀려났다. 복마전이라는 건물은 강서성 응담시의 대상청궁(大上淸宮) 내에 실제로 존재하지만, 현재의 건물은 2000년에 재건된 것이다.

## 실낙원
영국의 서사시 《실낙원》(존 밀턴, 1667~1688년)에 등장하는 지옥의 수도 팬더모니엄(영어:Pandemonium 그리스어:πανδαιμόνιον)의 번역어. 만마전(萬魔殿)이라고도 번역된다.

## 동명의 영화
- 《복마전》(伏魔殿, 1983) - 대한민국의 영화.

## 동명의 드라마
- 《복마전》(伏魔殿, 2012) - 대한민국 KBS의 드라마. (드라마 스페셜)

## 같이 보기
- 제목에 "복마전" 항목을 포함한 모든 문서